# شهرستان شهونگ
شهرستان شهونگ (به لاتین: Shehong County) یک شهرستان‌های جمهوری خلق چین در چین است که در سوینینگ واقع شده‌است.